# Petrivka, Simferopol
Petrivka (în ucraineană Петрівка) este un sat în așezarea urbană Mîkolaiivka din raionul Simferopol, Republica Autonomă Crimeea, Ucraina.

## Demografie
Componența lingvistică a localității Petrivka
     Rusă (56,41%)
     Tătară crimeeană (34,62%)
     Ucraineană (7,69%)
Conform recensământului din 2001, majoritatea populației localității Petrivka era vorbitoare de rusă (56,41%), existând în minoritate și vorbitori de tătară crimeeană (34,62%) și ucraineană (7,69%).